# Felt
Felt was een Britse postpunk/alternatieve band uit Birmingham.

## Bezetting
- Lawrence Hayward (zang, gitaar, keyboards)
- Maurice Deebank (leadgitaar, 1980–1985)
- Tony Willé ((e)-gitaar, 1986–1988)
- Neil Scott ((e)-gitaar, 1987–1988)
- John Mohan ((e)-gitaar, 1989)
- Richard Left ((e)-gitaar, 1989)
- Nick Gilbert (drums, 1980)
- Tony Race (drums, 1981)

- Gary Ainge (drums, 1981–1989)
- Nick Gilbert ((e)-basgitaar, 1981–1982)
- Mick Lloyd ((e)-basgitaar, 1982–1983)
- Marco Thomas ((e)-basgitaar, 1984–1988)
- Mick Bund ((e)-basgitaar, 1988–1989)
- Robert Young ((e)-basgitaar, 1989)
- Martin Duffy (keyboards, 1985–1989)

## Geschiedenis
Felt werd in 1979 aanvankelijk als soloproject van Lawrence Hayward opgericht om zijn zelf opgenomen en geproduceerde single Index uit te brengen. Omdat de single een waarderingssucces werd, besloot Hayward in 1980 tot de formatie van een band en verplichtte hij Maurice Deebank en Nick Gilbert als bandlid. Deebank was een klassiek opgeleid gitarist en had al in 1978 samen met de lyrisch begaafde Hayward een demo opgenomen, dat vroege versies van de songs Something Sends Me to Sleep, Cathedral en Birdmen bevatte. De doorbraak kwam in 1980, toen Mark E. Smith van The Fall de band als ondersteuning voor een show in Manchester uitnodigde. Smith koesterde sympathie voor Nick Gilbert en waardeerde in het bijzonder diens productie Newtrition. De band gaf haar eerste concert met The Fall in de Cypres Tavern in Manchester. Smith verzocht vervolgens Felt om als voorband van The Fall in de legendarische Marquee Club in Londen te spelen. Daar kwam Felt in contact met Mike Alway van Cherry Red Records, die de band naar aanleiding van de goede kritieken van de muziekpers een contract aanbood voor Index.
Something Sends Me to Sleep was in 1981 de eerste publicatie bij Cherry Red Records. De versie van de song op de A-kant werd ingespeeld in de Cargo-geluidsstudio in Rochdale. Als tweede versie op de B-kant werd de originele opname van Hayward en Deebank met Tony Race aan de drums gebruikt. Hayward besloot om ook de oorspronkelijke demo-versie van de song uit te brengen, omdat hij ze beter vond dan de Cargo-versie. In maart 1982 verscheen de debuut-ep Crumbling The Antiseptic Beauty, die commercieel weinig succes had, maar wel goede kritieken kreeg van de onafhankelijke muziekpers. In de songvermelding liet Hayward zijn achternaam weg en werd zo bekend als Lawrence.
Na het uitbrengen van de debuut-ep vonden binnen de band personele mutaties plaats. Tony Race verliet de band en werd vervangen door Gary Ainge. Nick Gilbert vertrok ook, nadat hij met Hayward wegens diens controle over het songwriting overhoop had gelegen. Hij werd vervangen door Mick Lloyd. In 1983 bracht Felt de single My Face Is On Fire uit, gevolgd door de naar een jaren 1960-auto benoemde single Penelope Tree, die een commercieel hitsucces werd en de band een bepaalde opmerkzaamheid bezorgde. In Penelope Tree vertoonde zich voor de eerste keer een schema voor talrijke latere Felt-songs, waarin zich een gitaarsound met Haywards zangritme verenigde.
The Splendour Of Fear volgde in november 1983. Het album bevatte eenvoudige melodische popsongs met Haywards nieuwe uitlijning op poëtische lyriek. Het album droeg eraan bij om Felt weer in de schijnwerpers te plaatsen en plaatste zich in 1984 in de indiehitlijst (#6). De nummers Red Indians, The World is as Soft as Lace en Mexican Bandits waren vaak op de radio te horen. De relatie tussen Deebank en Hayward ontwikkelde zich echter steeds meer spannender, omdat hun muzikale ideeën toch verschilden en Deebank en Gilbert wilden zich niet zonder slag of stoot overleveren aan Hayward. Deebank besloot derhalve om zijn eigen songmateriaal, dat hij bij Felt moest achterhouden, als soloproject te gebruiken. In 1984 bracht Deebank uiteindelijk bij Cherry Red Records zijn soloalbum Inner Thought Zone uit.
De tot dusverre publicaties waren aan de stelregel gebonden, om na twee singles een zes songs bevattende ep te laten volgen, want Hayward onderkende de ep als reflecterend intermezzo tussen de singles, die Warhols massa-productie van popart beantwoorden zouden. Hayward was altijd al gefascineerd van het New York uit de jaren 1960 en 1970 met zijn persoonlijkheden en bands, waaronder Andy Warhol, The Velvet Underground, New York Dolls en Television. Met The Strange Idols Pattern And Other Short Stories, uitgebracht in oktober 1984, brak Hayward nu met zijn stelregel, want dit was met tien songs een echte langspeler, die alleen de single Sunlight Bathed The Golden Glow was voorgegaan. Ook de muziek had zich veranderd van de eenvoudige twee-akkoorden-nummers met gedempte stemming naar meer open en complexe popsongs.
In 1984 ging Felt op tournee met de Cocteau Twins, vervolgens met topacts van het legendarische label 4AD. Tijdens de eerste tournee bood Robin Guthrie van de Cocteau Twins de band aan om hun volgende opnamen te produceren. Deebank had bovendien twee songs gecomponeerd, die hij wilde inspelen met Felt. Hayward voegde ritmegitaar en tekst toe en Gythrie produceerde de opnamen. Het resultaat was de single Primitive Painters met Cathedral als B-kant, die in augustus 1985 tot het grootste singlesucces van de band kon worden gerekend. Elisabeth Fraser, de leadzangeres bij de Cocteau Twins, leverde ook een bijdrage en zong bij beide songs de achtergrondstem. Primitive Painters zou een nog groter commercieel succes zijn geworden, als Cherry Red Records de producties beter op de markt had kunnen brengen. Als album volgde in september 1985 Ignite the Seven Cannons, dat ook werd geproduceerd door Guthrie. Felt-fans waren echter niet tevreden met het album, omdat de band onder controle van de Cocteau Twins niet aan de sound van de vroegere albums kon evenaren.
Na het uitbrengen van Ignite the Seven Cannons verliet Deebank de band. Hayward had echter al een andere gekwalificeerde muzikant als vervanger gevonden. Martin Duffy, die bij Ignite the Seven Cannons de toetsen had bediend, werd nu een volwaardig bandlid. Terwijl Felt enkele concerten gaf om het album te promoten, bereidde Cherry Red Records het uitbrengen van de compilatie Gold Mine Trash voor, die in 1987 verscheen. In dat jaar kwam ook het album Let the Snakes Crinkle Their Heads to Death uit, echter niet meer bij Cherry Red Records, maar bij Creation Records. Het album bevatte tien korte instrumentale nummers, allen minder dan twee minuten. Haywards beslissing om een puur instrumentaal album uit te brengen, was riskant en verhinderde een commercieel succes, maar fans en critici accepteerden het album welwillend, want Duffy's jaren 1960-sound op de toetsen harmoniseerde goed met Haywards gitaar.
In oktober 1986 verscheen bij Creation Records het navolgende album Forever Breathes The Lonely Word, dat de beste melodieën en teksten bevatte, die de band ooit had geproduceerd. De song All the People I Like Are Those That Are Dead werd vaak op de radio gespeeld en telt tegenwoordig tot de Felt-klassiekers. Forever Breathes the Lonely Word, later gevierd als een van de beste popalbums van het decennium, werd echter niet het verwachte hitsucces. In deze periode ontwikkelde Lawrence zijn plan om met Felt in tien jaar tijd tien albums en tien singles te produceren om de band vervolgens te ontbinden. In 1987 kwam met Poem of the River weer een zes songs bevattende ep uit. In 1988 volgden daarna weer twee langspelers bij Creation Records: The Pictorial Jackson Review en Train Above The City, die slechts instrumentale nummers van Martin Duffy en Gary Ainge bevatten. Hayward aandeel bestond uit de titelnamen van de individuele nummers.
Het tiende en laatste album van de band was Me and a Monkey on the Moon, dat werd uitgebracht in november 1989. John Mohan van The Servants ondersteunde Felt op de leadgitaar. Het album kenmerkte zich door melodieuze composities van Hayward op dezelfde wijze als door bedreven muzikale bijdragen van Mohan, Duffy en Ainge. Het El-label van Mike Always zorgde voor de distributie, omdat Creation Records niet in staat was om het album op de door Hayward gekozen deadline uit te brengen. Zijn voornemen van tien uitgebrachte singles werd echter door Cherry Red Records en Creation Records verhinderd, aangezien beiden extra singles op de markt brachten. Hayward formeerde in 1992 de band Denim en later Go-Kart Mozart.

## Discografie

### Singles
- 1979: Index (Shanghai Records)
- 1981: Something Sends Me to Sleep (Cherry Red)
- 1982: My Face Is on Fire (Cherry Red)
- 1983: Penelope Tree (Cherry Red)
- 1984: Mexican Bandits (Cherry Red)
- 1984: Sunlight Bathed the Golden Glow (Cherry Red)
- 1985: Primitive Painters (Cherry Red)
- 1986: Ballad of the Band (Creation Records)
- 1986: Rain of Crystal Spires (Creation Records)
- 1987: The Final Resting of the Ark (Creation Records)
- 1988: Space Blues (Creation Records)
- 1989: Get out of My Mirror (Cherry Red)
- 1992: Primitive Painters (Cherry Red)

### Ep's
- 1982: Crumbling the Antiseptic Beauty (Cherry Red)
- 1984: The Splendour of Fear (Cherry Red)
- 1987: Poem of the River (Creation Records)

### Albums
- 1984: The Strange Idols Pattern and Other Short Stories (Cherry Red)
- 1985: Ignite the Seven Cannons (Cherry Red)
- 1986: Let the Snakes Crinkle Their Heads to Death (Creation Records)
- 1986: Forever Breathes the Lonely Word (Creation Records)
- 1988: The Pictorial Jackson Review (Creation Records)
- 1988: Train Above the City (Creation Records)
- 1989: Me and a Monkey on the Moon (Cherry Red)

### Compilaties
- 1984: Felt (Virgin)
- 1987: Gold Mine Trash (Cherry Red)
- 1990: Bubblegum Perfume (Creation Records)
- 1992: Absolute Classic Masterpieces (Cherry Red)
- 1993: Absolute Classic Masterpieces Volume II (Creation Records)
- 2003: Stains on a Decade (Cherry Red)